# Усть-Катунь (Смоленский район)
Усть-Катунь — посёлок в Смоленском районе Алтайского края. Входит в состав Верх-Обского сельсовета.

## География
Посёлок находится на левом берегу реки Катунь, к западной окраине примыкает посёлок Кирпичный.

## Население
| 1997 | 1998 | 1999 | 2000 | 2001 | 2002 | 2003 | 2004 | 2005 |
| ---- | ---- | ---- | ---- | ---- | ---- | ---- | ---- | ---- |
| 509  | ↗526 | ↗536 | ↗549 | ↘546 | ↘509 | ↗518 | ↘511 | ↗517 |
| 2006 | 2007 | 2008 | 2009 | 2010 | 2011 | 2012 | 2013 |      |
| ↘491 | ↗495 | →495 | ↘484 | ↘478 | ↘474 | ↘467 | ↘461 |      |

### Национальный состав
Согласно результатам переписи 2002 года, в национальной структуре населения русские составляли 94 %.